# William Robert Brooks
William Robert Brooks, ameriški astronom, * 11. junij 1844, Maidstone, Anglija  † 3. maj 1922.
Njemu v čast so poimenovali asteroid 2773 Brooks, ki ga je odkrila ameriška astronomka C. Shoemaker v letu 1981.

## Življenje
Astronom Brooks je bil sin baptističnega ministra. Njegovo zanimanje za astronomijo se je pričelo med potovanjem v Avstralijo, kjer je opazoval delo navigatorjev z uporabo sekstanta.  Postal je fotograf portretov, nato se je posvetil astronomiji. Znal je dobro izdelovati leče in izdelal je tudi lasten teleskop.

## Delo
Postal je predstojnik Observatorija Smith na Kolidžu Hobart v New Yorku.
Svoje delo je posvetil iskanju kometov. Odkril je periodična kometa 12P/Pons-Brooks in 16P/Brooks. Odkril je komet C/1911 O1, ki je bil viden tudi s prostim očesom.
Bil je tudi začetnik astrofotografije.
1. 1 2  Noted astronomer dies // The Brooklyn Citizen — BK: 1921.